# 阿瑟·萨利文
阿瑟·西摩尔·萨利文爵士，MVO（英語：Sir Arthur Seymour Sullivan，1842年5月13日—1900年11月22日），英国作曲家。早年曾在皇家音乐学院和莱比锡音乐学院学习，曾发现舒伯特的遗稿《罗莎蒙德》。1871－1896年与文学家吉尔伯特合作创作轻歌剧，以吉尔伯特与萨利文知名。其轻歌剧作品风趣幽默，艺术水准较高，在英语国家长期盛演不衰。代表作包括《皮纳福号军舰》、《日本天皇》等。

## 延伸阅读
- Baily, Leslie （1966年），《The Gilbert and Sullivan Book》，新版本，出版社：London: Spring Books。

## 外部連結
- . 英国国家档案馆.
- 來自阿瑟·萨利文的LibriVox公共領域有聲讀物